# Tetradium ruticarpum
Tetradium ruticarpum är en vinruteväxtart som först beskrevs av Adrien Henri Laurent de Jussieu, och fick sitt nu gällande namn av Thomas Gordon Hartley. Tetradium ruticarpum ingår i släktet falskt korkträd (släktet), och familjen vinruteväxter. Inga underarter finns listade i Catalogue of Life.